# Lenguas de Argelia

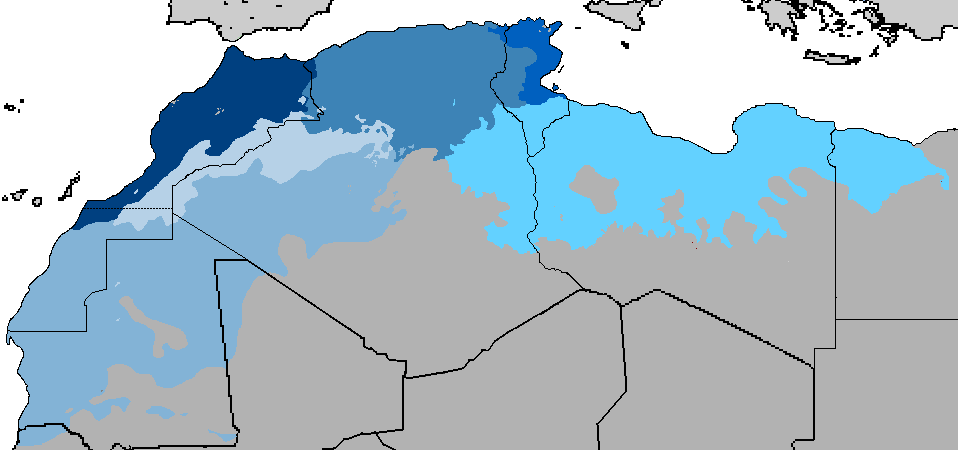
Variedades de árabe magrebí, todas ellas excepto el árabe marroquí se hablan en regiones particulares de Argelia.

Las lenguas de Argelia comprenden las lenguas oficiales, las habladas actualmente por contingentes estables de personas así como algunas lenguas fuerzas ocupantes y lenguas desaparecidas en la antigüedad.

## Lenguas usadas actualmente

### Lengua oficial

#### Árabe
La lengua oficial es el árabe moderno estandarizado, que en realidad no es la lengua materna de la población que habla la lengua vernácula denominada árabe argelino, aunque en la educación formal se usa el árabe estandarizado, que solo se usa en situaciones más o menos formales. La constitución de 1963 estableció el árabe (estandarizado) como lengua oficial y así fue mantenido en el artículo 3 de la nueva constitución de 1976. La inmensa mayoría de la población usa usualmente alguna variedad de árabe. El 73% de la población conoce el árabe estandarizado, mientras que el 85% habla árabe argelino usualmente.
Variedades del árabe dialectal usadas en Argelia:
- Árabe argelino
- Árabe marroquí
- Árabe tunecino
- Árabe libio
- Árabe hassanía
- Árabe sahariano

#### Francés
El francés está muy difundido ya que Francia fue la última potencia colonial en establecerse, un largo tiempo, en la región. Además en la educación se ha empleado tradicionalmente esa lengua desde la ocupación francesa, aunque progresivamente se ha sustituido por el árabe estandarizado. Se estima que entre el 33 y el 50% de la población conoce la lengua francesa en diversos grados. En 2014, 76% de los usuarios de Facebook en Argelia emplea el francés, y un 32% el árabe.

### Lenguas autóctonas
Además del árabe argelino y otras variedades de árabe magrebí, en Argelia se habla un número importante de lenguas bereberes. Estas diferentes variedades de bereber no son siempre fácilmente inteligibles entre ellas, por lo que deben considerarse como lenguas diferentes aunque emparentadas filogenéticamente.

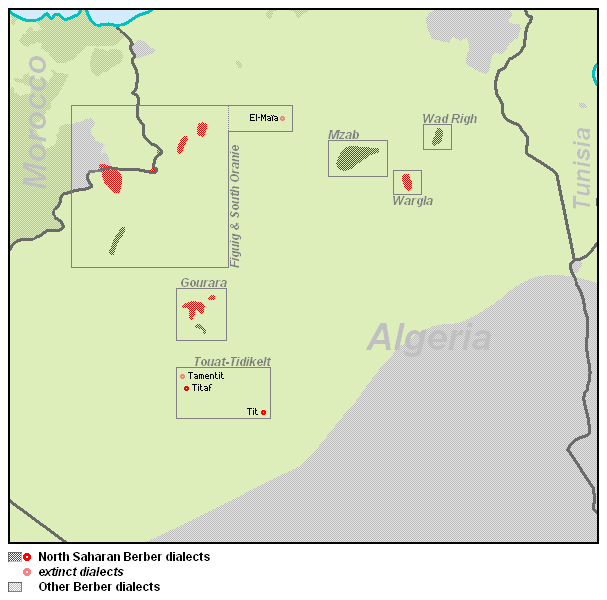

Una lista comprensiva de lenguas bereberes autóctonas es:
- Lenguas bereberes septentrionales de Argelia:
  - idioma shenwa, hablado en la región noroccidental.
  - idioma cabilio hablado en la Cabilia.
  - lenguas mzab-wargla (Variedades de los oasis septentrionales del Sáhara), hablados en la parte occidental del país.
    - Bereber de Orán Sur
    - Idioma gurara
    - Idioma tuwat - Idioma tidikelt
    - Idioma mozabita
    - Idioma ouargli
    - Idioma tugurt

  - idioma chaoui hablado en las montañas de Aurès.
  - idioma tidikelt, hablado en Tit (Adrar) y In Salah.
- Lenguas bereberes meridionales de Argelia:
  - lenguas tuareg hablado por los tuareg que viven en el extremo sur del país.

### Lenguas alóctonas
Como se ha mencionado: el francés es ampliamente usado en muchos ámbitos, especialmente, relacionados con la educación formal y los negocios Un 33% de los argelinos utiliza habitualmente el francés en su vida ordinaria. En zonas colindantes con Libia, el Sáhara Occidental, Túnez y Mauritania se hablan otras variedades diferentes del árabe argelino, es decir, en estas regiones fronterizas se hablan árabe libio, árabe sahariano, árabe tunecino y árabe hassaniya.

## Lenguas habladas anteriormente

### Antigüedad
Durante la antigüedad clásica hubo un número importante de enclaves púnicos, especialmente sobre la costa, aunque también alguno más en el interior. En ellos la mayor parte de la población habría hablado púnico cartaginés aunque también habrían vivido en ellos personas que hablaban alguna variedad de bereber septentrional. Un modelo similar se habría dado bajo la dominación romana, con ciudades donde existían hablantes de latín africano o clásico, hablantes de púnico y hablantes de bereber septentrional.

### Otras lenguas
El norte de Argelia formó parte del imperio Otomano a partir del siglo XVI, por lo que existía una élite dominante de turcos en Argelia que fundamentalmente vivían en las grandes ciudades, muchas veces solo durante algunos años, debido a eso el turco otomano se convirtió en la lengua principal de la administración. Sin embargo, con el paso del tiempo muchos de esos turcos se asimilaron, y aún hoy existen muchas familias descendientes de familias turcas que ya no hablan turco.
Además del turco existen otras lenguas:
- El judeoespañol se habló entre algunos judíos de Argelia, especialmente alrededor de la ciudad de Orán. Estos hablantes habrían usado la variante tetuaní del judeoespañol, la mayor parte de ellos abandonaron esta lengua en favor del francés durante el período colonial.
- El sabir fue una lengua franca, en otro tiempo muy extendida y usada para la comunicación intergrupal con extranjeros en puertos, también eran usada entre algunos esclavos europeos apátridas que se habían unido a la piratería berberisca, a partir de 1830 esta lengua declinó y sus funciones fueron tomadas por el francés.
- El español tiene una larga historia en Orán que fue ocupado por la Corona española entre 1509 y 1790. Esta lengua ha dejado algunos rastros en el dialecto local de la ciudad. Esta lengua también fue hablada por los inmigrantes llamados pied-noirs. Actualmente algunos saharauis usan la lengua en los campos de refugiados de Tinduf.
- El patuet era el dialecto del catalán/valenciano hablado por los colonos que se establecieron en Argelia en el siglo XIX durante la colonización francesa. Hubo una importante colonia formada por roselloneses, baleares y valencianos, establecidos básicamente cerca de Orán, que editaron publicaciones periódicas en catalán con ortografía francesa.